# Barcelona-Andorra
La Barcelona-Andorra era una carrera ciclista profesional que se disputaba entre Barcelona (España) y Andorra, durante la década de 1960.
La prueba constaba de una sola etapa. Ilustres como José Pérez-Francés o Domingo Perurena pusieron su nombre en el historial de la prueba. Ningún corredor ha sido capaz de imponerse en más de una ocasión.
Se celebró desde 1964 hasta 1968. En 1986 se intentó recuperar la prueba y se hizo otra edición, pero no consiguió su objetivo y la prueba desapareció.

## Palmarés
| Año  | Ganador            | Segundo             | Tercero             |
| ---- | ------------------ | ------------------- | ------------------- |
| 1964 | Primo Nardello     | Julio Jiménez Muñoz | Carlos Echeverría   |
| 1965 | Jaime Alomar       | Juan Sánchez Camero | Salvador Rosa       |
| 1966 | Ramón Sáez         | Sebastián Elorza    | José Suria          |
| 1967 | José Pérez-Francés | Valentín Uriona     | Julio Jiménez Muñoz |
| 1968 | Domingo Perurena   | José Antonio Momeñe | Luis Ocaña          |
| 1986 | Peter Hilse        | José Recio          | Mariano Sánchez     |

## Palmarés por países
| País     | Victorias |
| -------- | --------- |
| España   | 4         |
| Italia   | 1         |
| Alemania | 1         |